# إعادة تدوير الوسائط
إعادة تدوير الوسائط (Recycle Your Media) هي حركة دولية تشجع المؤسسات والشركات على إعادة تدوير وسائط تخزين البيانات مثل MLR/SLR، وVXA، و3592، وDLTtape™VS1، وSun T10000، وSuper DLT، وLTO Ultrium، وAME Mammoth، وAIT Tape، وغيرها من التنسيقات. 
تُنظّف وسائط تخزين البيانات المعاد تدويرها من جميع البيانات تمامًا، ثم تُطرح للجمهور لإعادة استخدامها. وتهدف هذه المبادرة إلى الحد من كمية الشرائط الهائلة التي تُلقى في مدافن النفايات، والتي تتعرض للحرق مسببة انبعاثات سامة خطيرة تؤثر على البيئة.

## وكالة حماية البيئة وإعادة تدوير الأجهزة الإلكترونية
ذكرت وكالة حماية البيئة الأمريكية أن الإلكترونيات الاستهلاكية هي القطاع الأسرع نموًا بين مكونات النفايات الصلبة في الولايات المتحدة وغيرها من الدول الأجنبية. ويقدر حجم النفايات الناتجة عن الإلكترونيات الاستهلاكية بما يزيد عن 263 مليون طن. وفي 2005، قدرت نسبة النفايات التي تم التخلص منها بدلاً من إعادة تدويرها بنحو 87.5 في المائة.
ونتيجة لذلك، تمت دعوة الشركات والجامعات والمنظمات غير الربحية إلى أن تركز جهودها على حماية البيئة وأن تبذل جهودها لكي تكون «صديقة للبيئة». فبدلاً من رمي الملايين من أجهزة وسائط تخزين البيانات الصالحة للاستخدام في أماكن دفن النفايات حول العالم، تطالب صناعة إعادة التدوير المؤسسات ببيع وسائط البيانات المستخدمة والفائضة عن الحاجة غير المستخدمة.
تقدم المؤسسات المشاركة في المبادرة الشرائط المستخدمة، حتى يتم إزالة البيانات المسجلة عليها ويعاد توزيعها. كما تتبنى العديد من البنوك والهيئات الحكومية هذه المبادرة كشكل من أشكال التعويض عن التكاليف المرتبطة بالتخزين، في الوقت الذي تسهم فيه في إحداث فارق إيجابي في البيئة. وتتضمن قائمة المشاركين في المبادرة الخضراء: مجموعة سان هيلث كير، وترو فاليو هاردوير، وجامعة هارفرد، وما يزيد عن ألف شركة يتراوح حجمها بين متوسطة إلى كبيرة الحجم.

## تصفية البيانات والالتزام بالمعايير
تلتزم المؤسسات العاملة في أغلب الصناعات بالقوانين الداخلية الصارمة والتي تعد تصفية البيانات جزءًا منها. وتضمن شركات إعادة التدوير التزامًا تامًا بقانون التعاملات الائتمانية العادلة والدقيقة، وقانون المحاسبة للتأمين الصحي، وقانون جرام ـ ليتش ـ بلايلي، وهيئة الأوراق المالية والبورصة، ووزارة الدفاع، وساربينز أوكسلي، وغيرها من الهيئات التنظيمية. ويعود سبب الالتزام بقوانين مثل هذه التنظيمات إلى الطبيعة الحساسة للبيانات المسجلة على الشرائط. وتميل معظم الهيئات الحكومية والشركات الكبرى إلى تمزيق أشرطتها و/أو حرقها. وعلى الرغم من أن التمزيق والحرق من التكتيكات التي تبدو معقولة، أظهرت الدراسات أن النفايات الإلكترونية غير القابلة للتحلل تنتج خلال عملية التمزيق وتنطلق الانبعاثات السامة الضارة إلى البيئة خلال عملية الحرق.

## عملية تدمير البيانات
يعد تدمير البيانات بمثابة تجديد لوسائط التسجيل المستخدمة، وهو ما يتيح إعادة توزيعها على سوق شرائط التخزين. تتركز العملية إما على نزع المغناطيسية أو إعادة الكتابة على البيانات الموجودة. وتعكس نزع المغناطيسية قطبية الجسيمات المغناطيسية وتمحو مسارات مؤازرة البيانات، في حال كانت الشرائط التي يتم محوها تستخدم تقنية مسار المؤازرة. وتتضمن منتجات وسائل الإعلام التي يمكن نزع مغناطيسيتها وإعادة استخدامها 3480، و3490، والشرائط الرقمية الخطية (DLT) والشرائط الرقمية الخطية الفائقة (SDLT). وعلى الجانب المقابل، لا يمكن نزع مغناطيسية الأنواع التالية دون تدمير المسار الموازر: 3590، والشريط الخطي ذو النسق المفتوح (LTO)، و9840، و9940، وT10000، و3592. وسابقًا، كان من بين خيارات تدمير البيانات المسجلة على تنسيقات الوسائط آنفة الذكر، إعادة الكتابة عليها وإعادة تعيين عنوان الشريط. أما الآن، فأصبح من الممكن نزع المغناطيسية بين مسارات المؤازر دون تدميرها في وسائط التخزين. وتتيح هذه التقنية، الاحتفاظ بآلاف الشرائط الإضافية شهريًا ومنع التخلص منها في مدافن النفايات. ويشار إلى عملية تصفية الشرائط للتخلص من البيانات باسم «السماح بإعادة الاستخدام». ويستخدم هذا التعبير لشرح عملية تتكون من 12 نقطة تتضمن المسح، والتنظيف، والاختبار.

## وصلات خارجية
- Recycle Your Media History
- Includes other information regarding the benefits of recycling media